# Дон
Дон (рус. Дон, грч. Τάναις, лат. Tanais) је једна од главних река у европском делу Русије. Извире код града Новомосковска, а улива се у Азовско море (Таганрошки залив). Њена дужина је 1.950 km. На Дону постоји велико вештачко Цимљанско језеро (2.700 km², 23,9 km³). Највећи градови на реци Дон су Вороњеж и Ростов. 
Његов слив је између слива Дњепра на западу, слива доње Волге одмах на истоку и басена Оке (притока Волге) на северу. Пореклом у многим сливовима били су словенски номади.
Дон извире у граду Новомосковску 60 km (37 mi) југоисточно од Туле (што је 193 km (120 mi) јужно од Москве) и тече 1.870 километара до Азовског мора. Горња половина реке је ребраста (благо вијуга) јужно; међутим, његова доња половина се састоји од велике источне кривине, укључујући Вороњеж, чинећи да њен последњи део, ушће, иде у правцу запад-југозапад. Главни град на реци је Ростов на Дону. Његова главна притока је Северски Донец, са средиштем на средњем источном крају Украјине. Источно од низа од три велике бродске преводнице и повезаних језера налази се 101 km (63 mi) дуг Волга-Дон канал.

## Историја
Према Курганској хипотези, област реке Волга-Дон је била домовина Прото-Индоевропљана око 4000. године пре нове ере. Река Дон је функционисала као плодна колевка цивилизације где се неолитска земљорадничка култура Блиског истока стопила са културом ловаца-сакупљача сибирских група, што је резултирало номадским сточарством Прото-Индоевропљана. Источнословенско племе Анти насељавало је Дон и друге области Јужне и Средње Русије. Подручје око Дона било је под утицајем Византијског царства јер је река била важна за трговце из Византије.
У антици, ову реку су неки древни грчки географи сматрали границом између Европе и Азије. У Књизи јубилеја помиње се као део границе, почевши од најисточније тачке до ушћа, између поседа Нојевих синова, Јафетовог на северу и Шемовог на југу. У време старих Скита био је познат на грчком као Tanaïs (Τάναϊς) и од тада је био главни трговачки пут. Танајс се у древним грчким изворима појављује и као име реке и града на њој, који се налази у Mаеотским мочварама. Грци су реку звали и Iazartes (Ἰαζάρτης). Плиније даје скитско име Танајс као Силис.
Према анонимном грчком извору, који се историјски (али не и сигурно) приписује Плутарху, Дон је био дом легендарних Амазонки из грчке митологије.
За подручје око ушћа се спекулише да је било извор црне смрти средином 14. века.
Док је доњи Дон био добро познат античким географима, његов средњи и горњи ток нису били прецизно мапирани пре постепеног освајања тог подручја од стране Руског царства у 16. веку.
Донски козаци, који су населили плодну долину реке у 16. и 17. веку, добили су име по реци.
Тврђаву Донков су основали кнезови Рјазања крајем 14. века. Тврђава је стајала на левој обали Дона, око 34 km (21 mi) од модерног града Данкова, све до 1568. године, када су је уништили кримски Татари, али је убрзо обновљена на боље утврђеном месту. Приказана је као Донко у Меркаторовом Атласу (1596). Донков је поново премештен 1618. године, појављујући се као Донкагород на Жоан Блеуовој мапи из 1645. године.
Блаеу и Меркатор прате картографску традицију из 16. века према којој Дон извире из великог језера, које је Блаеу означио као Ресанској озера. Меркатор следи Ђакома Гасталда (1551) у приказивању пловног пута који повезује ово језеро (код Гасталда означеног као Јоанис Лаго, а према Меркатору Odoium lac. Iwanowo et Jeztoro) са Рјазаном и реком Оком. Меркатор приказује Мценск (Msczene) као велики град на овом пловном путу, сугеришући систем канала који повезују Дон са Зушом (Schat) и Упа (Uppa) са средиштем у насељу Одоиум, пријављено као Odoium lacum (Јуаново језеро) на карти коју је направио барон Августин фон Мајерберг, вођа амбасаде у Москви 1661.
У модерној литератури, област Дона је представљена у делу Тихи Дон Михаила Александровича Шолохова, писца добитника Нобелове награде из станице Вешенске.

## Бране и канали
На најисточнијој тачки Дон долази на 100 km (62 mi) од Волге. Канал Волга-Дон, 101 km (63 mi), повезује ове две реке. То је широк, дубок пловни пут способан да транспортује бродове величине танкера. То је један од два пута који бродовима омогућава испловљавање из Каспијског мора, други, серија, повезана са Балтичким морем. Ниво Дона на месту где је повезан подиже брана Цимљанск, формирајући Цимљанско језеро.
Следећих 130 km (81 mi) испод бране Цимлијанск, довољна дубина Дона одржава се низом три комплекса брана и преводница: бродска преводница Николајевски (Николаевскиј гидроузел), бродска преводница Константиновск (Константиновскиј гидроузел), и најпознатија од три, Кочетовска бродска преводница (Кочетовскиј гидроузел). Преводница Кочетовски, изграђена 1914–19. и удвостручена 2004–08, налази се 7,5 km (4,7 mi) низводно од утока Северског Донеца и 131 km (81 mi) узводно од Ростова на Дону. Налази се на 47° 34′ 07″ N 40° 51′ 10″ E / 47.56861° С; 40.85278° И. Овај објекат, са својом браном, одржава пловни пад воде на локалном нивоу и у најнижем делу Северског Донца. Ово је тренутно последња брава на Дону; испод ње се пловидба дубоког газа одржава багерирањем.
У циљу побољшања услова пловидбе у доњем току Дона, власти пловних путева подржавају планове за још једну или две ниске бране са преводницама. Оне ће бити у Багајевском округу и можда у Аксајском округу.